# Gastralraum
Als Gastralraum oder Gastrovaskularsystem wird der „Magen“ der Nesseltiere oder auch der Plattwürmer bezeichnet. Er ist meist ein durch Taschen oder Kanäle kompliziertes Hohlraumsystem, das, da es nicht nur der Verdauung, sondern auch der Verteilung der Nährstoffe dient, als Gastrovaskularsystem bezeichnet wird. Er wird von der Gastrodermis ausgekleidet und besitzt nur eine einzige Öffnung, wobei der Mund zugleich After ist.
Auch der innere Hohlraum der Schwämme wird als Gastralraum bezeichnet, er wird von Choanocyten ausgekleidet.